# Ramón Lamoneda
Ramón Lamoneda Fernández (Begíjar, Jaén, 9 de junio de 1892-Ciudad de México, 27 de febrero de 1971) fue un político socialista español.

## Biografía
A los doce años se trasladó con su familia a Madrid y se convirtió en tipógrafo, afiliándose a las Juventudes Socialistas y posteriormente al Partido Socialista Obrero Español (PSOE) y a la Unión General de Trabajadores (UGT). Desarrolló una intensa labor sindical en la Federación de Artes Gráficas. Perteneció a la facción tercerista del PSOE, los partidarios de que el partido adoptase las 21 Condiciones y se adhiriera a la Internacional Comunista.
Ante la oposición de la dirección y de la mayoría de la militancia (que inicialmente se había mostrado partidaria de ingresar en la Comintern), los terceristas, entre los que se encontraba Lamoneda, se escindieron, creando el 13 de abril de 1921 el Partido Comunista Obrero Español. El PCOE confluiría poco después con una escisión socialista anterior, el Partido Comunista Español, en el Partido Comunista de España (PCE).
Lamoneda volvió durante la Segunda República al PSOE. Perteneciente primero a la corriente caballerista del partido, pasó después a la centrista encabezada por Indalecio Prieto. Obtuvo acta de diputado a Cortes por Granada en las elecciones de 1933 y 1936 (en 1933 fue elegido también en Madrid-capital, pero eligió representar a Granada), secretario del grupo parlamentario socialista en dicha legislatura y, desde principios de 1936, secretario general del PSOE (fue el último secretario general del PSOE elegido en España hasta la muerte de Franco).
Tras la guerra civil española se exilió en México. Perteneciente a la facción negrinista del PSOE, fue expulsado del partido en 1946 junto con los partidarios de Negrín (en el XXXVII Congreso del PSOE fue readmitido a la disciplina del partido con todos los efectos juntamente con 36 militantes más, encabezados por Juan Negrín). En 1951 ocupó la secretaría general de la Unión Socialista Española, grupo que encabezado por Álvarez del Vayo se incorporó al Frente Español de Liberación Nacional en 1964. 
La readmisión se completó con la entrega de carnets en el acto celebrado el 24 de octubre de 2009 en la sede del PSOE en Madrid, recibiendo el carnet de afiliado de manos de Alfonso Guerra y Leire Pajín (secretaria de Organización), por delegación de los hijos, Miguel Ull Laita (uno de los promotores de la propuesta de Resolución al 37 Congreso Federal) que, posteriormente, el 12 de diciembre de 2009 se lo entregó a sus hijos Ramón y Marxina en un acto celebrado en la Agrupación del PSOE en Ciudad de México. En ese mismo acto le fue entregado el carnet a la nieta de Ramón González Peña, también expulsado y readmitido (fue presidente del PSOE), Concepción Ramos González.